# Gruffudd ap Llywelyn

De vereniging van Wales onder Gruffudd ap Llywelyn

Gruffudd ap Llywelyn (overleden Snowdonia, 5 augustus 1063) was koning van Gwynedd van 1039 tot zijn dood. Hij was in de tijd van de onafhankelijkheid van Wales de enige die het hele gebied regeerde. Hij was een zoon van Llywelyn ap Seisyll en Angharad ferch Maredudd.
Gruffudd versloeg in 1039 koning Iago ab Idwal, waarbij laatstgenoemde vermoedelijk omkwam, en zijn zoon Cynan gedwongen werd te vluchten naar Ierland. Nog datzelfde jaar voerde hij actie buiten Gwynedd: Hij plunderde Ceredigion, dwong koning Hywel ab Edwin van Deheubarth in een tijdelijke ballingschap, en versloeg vervolgens de Engelsen van Mercia in de Slag bij Rhyd-y-Gors, waarbij Edwin, de broer van hertog Leofric sneuvelde.
De volgende jaren was Gruffudd bezig Deheubarth aan zijn rijk toe te voegen. In 1041 werd Hywel, die was teruggekeerd, opnieuw verslagen, in de Slag bij Pencadair. In 1044 kwam het opnieuw tot oorlog tussen beide koningen, en in een veldslag aan de mond van de Tywi-rivier was Gruffudd opnieuw succesvol, en dit keer sneuvelde Hywel. Tussendoor, ook in 1041, was Gruffudd wel verslagen, door een groep Vikingen van Dublin die Gwynedd was binnengevallen en hem gevangennamen.
Gruffudd had misschien gehoopt Hywel te kunnen opvolgen, maar het waren de broers Gruffudd en Rhys ap Rhydderch, koningen van Morgannwg, die de macht in Deheubarth grepen. In 1045 versloegen ze Gruffudd. 1047 werd een groep strijders van Gruffudd in Ystrad Tywi verslagen, en in wraak plunderde Gruffudd Ystrad Tywi en Dyfed.
In 1052 leidde Gruffudd mogelijk een aanval op Hereford, over de grens in Engeland. In 1055 of 1056 trok hij opnieuw zuidwaarts, voor zover bekend voor het eerst sinds 1047. Hij versloeg en doodde Gruffudd ap Rhydderch (Rhys was al eerder overleden), en veroverde daarmee Deheubarth en Morgannwg. Geheel Wales was nu in zijn handen.
Gruffudd staat bekend om de wreedheid waarmee hij zijn regering handhaafde. Prinsen die te gevaarlijk werden, werden zonder pardon afgemaakt. "Spreek niet over doden. Ik stomp slechts de hoorns van de afkomelingen van Wales af, om te voorkomen dat zij hun moederhert zouden verwonden," zou hij gezegd hebben.
In 1055 werd Aelfgar, de hertog van Mercia, verbannen op verdenking van verraad. Aelfgar trok naar Ierland, en vandaaruit naar Wales, waar hij samenspande met Gruffudd. Samen vielen ze Herefordshire binnen, en veroverden en plunderden de stad Hereford. Harold Godwinson, de hertog van Wessex, trok tegen hen op, en viel Wales binnen. Het kwam niet tot een beslissende veldslag, en Harolds leger werd ontbonden. Hierop werd in Billingsley vrede gesloten tussen koning Eduard en de beide opstandelingen. Aelfgar kreeg zijn hertogdom terug, en Gruffudd kreeg officieel een aantal gebieden aan de Engelse kant van de grens, in het bijzonder Ergyng. In 1058 werd Aelfgar opnieuw verbannen, en opnieuw hielp Gruffudd hem, dit keer samen met Magnus Haraldsson, met militaire acties om terug te keren.
In 1062 overleed Aelfgar, en Harold maakte gebruik van de gelegenheid om Gruffudd aan te vallen. In 1063 veroverde en verwoestte hij Rhuddlan, en later dat jaar volgde een zware aanval over zowel land als zee. De Welsh onderwierpen zich aan Harold, en Gruffudd werd door zijn eigen mannen gedood. Eén bron stelt dat de moordenaar Cynan ab Iago, de zoon van Iago ab Idwal was.
Na Gruffudds dood viel Wales weer uiteen. Deheubarth kwam in handen van Hywel, Maredudd en Rhys, zonen van Owain ab Edwin, Gwynedd en Powys werden geregeerd door Bleddyn en Rhiwallon ap Cynfyn, Gruffudds halfbroers, en Caradog, de zoon van Gruffudd ap Rhydderch greep de macht in Morgannwg.
In 1069 deden Gruffudds zoons Maredudd en Ithel een poging Gwynedd te veroveren op koning Bleddyn ap Cynfyn, maar deze mislukte. Afgezien hiervan is niets bekend over Gruffudds afstammelingen.